# Paróquia Sagrado Coração de Jesus (Santa Cruz)

A Paróquia Sagrado Coração de Jesus é uma circunscrição eclesiástica católica brasileira sediada no município de Santa Cruz, no sertão do estado da Paraíba. Faz parte da Diocese de Cajazeiras, estando situada na Foranía de Sousa. Foi criada em 15 de Janeiro de 1963.

## História
O fundador de Santa Cruz o Prof. Nestor Antunes de Oliveira juntamente com a sua mãe Vitória Gomes de Matos (Mãe Totô) fizeram a doação do terreno para a construção de uma capela afim de que lá fossem realizadas as missas que até então eram celebradas em uma latada defronte a sua casa. Já no inicio da caminhada de fé a devoção do povo foi sempre ao Sagrado Coração de Jesus sendo portanto definido este como o padroeiro da capela e da comunidade, assim, para a construção da Capela do Sagrado Coração de Jesus houve total suporte da comunidade, participando toda a população do lugarejo nos trabalhos de edificação da capela. Inicialmente sendo a capela bem pequena e posteriormente havendo a ampliação com a construção de dois corredores laterais
Após alguns anos caminhando na fé como uma comunidade rural subordinada a Paróquia Nossa Senhora dos Remédios em Sousa, no dia 15 de janeiro de 1963, segundo a prescrição do código de direito canônico (Cânones 216.454 e 1.415 III e 14.222 e I e II), em consonância com o Concílio Plenário Brasileiro, foi eleita a categoria de Paróquia a Capela do Sagrado Coração de Jesus, de Santa Cruz, desmembrando-se, desta forma, da Paróquia Nossa Senhora dos Remédios, de Sousa, tendo como primeiro vigário Pe. Lamberto Boghard que tomou posse em 04 de fevereiro de 1963.
O Pe. Dagmar (13 de fevereiro de 1972 – 1985) trabalhou 13 anos nos assistindo como  vigário regente, destacando o seu trabalho incansável na parte doutrinária, educacional, sem esquecer o incentivo à devoção ao Sagrado Coração de Jesus através do Apostolado da Oração. Foi um grande realizador das tradicionais festas religiosas e sociais da paróquia.
Durante o período de pastoreio do Pe. Djacy Brasileiro a comunidade católica de Santa Cruz teve papel decisivo na batalha em prol do abastecimento de água da cidade, realizando através da liderança do pároco diversas manifestações, sendo o maior marco desta batalha a grande cruz de latas que foi erguida ao lado da igreja matriz, exigindo que o então governador Cássio Cunha Lima tomasse alguma iniciativa para por fim ao sofrimento dos moradores da cidade que sofriam com a seca, e também na solicitação da reconstrução da "ponte do boi morto" que caiu prejudicando os estudantes universitários que utilizavam-se da ponte para o acesso as cidades de Sousa e Cajazeiras.

Projeto oficial da reforma da Igreja Matriz do Sagrado Coração de Jesus, apenas foi mantida a torre e a sacristia da igreja original.

Colocação dos ferros de sustentação para o forro da parte interna da igreja.

Antigo painel localizado no presbitério da igreja.

Antigo altar-mor da Igreja Matriz do Sagrado Coração de Jesus, edificado por Frei José Maria em sua passagem pela paróquia.